# Paronim
Paronimi su leksemi sličnog zvučanja, izgovora ili pak pisanja, a različitog značenja. Paronimi mogu biti i srodne riječi. Odnos dvaju ili više takvih riječi naziva se paronimija.

## Primjeri paronimije
Paronimi mogu biti i homonimi, koji imaju različito značenje, a isti ili sličan izgovor, odnosno pisanje, ovisno o tome jesu li homofoni ili homografi.
gore, gore, gore, gore (antonim od dolje; planine; 3. lice množine glagola gorjeti, prilog načina)
No, najčešće se u semantici spominju paronimi koji mogu i ne moraju imati isti korijen i biti srodne riječi, ali opet imaju različito značenje.
remizirati - rezimirati